# 百武公親
百武 公親（ひゃくたけ きみちか、1962年（昭和37年）2月27日 - ）は、日本の政治家。自由民主党所属の元衆議院議員（1期）。元自由民主党埼玉県支部連合会事務局長。

## 来歴
埼玉県所沢市生まれ。現住所は白岡市小久喜。所沢市立向陽中学校、埼玉県立上尾東高等学校を経て、1984年（昭和59年）、高千穂商科大学 （現在の高千穂大学）商学部卒業。同年、丸広百貨店に就職。1988年1月、自民党埼玉県連に移り、2004年1月、事務局長に就任。
2003年（平成15年）、第43回衆議院議員総選挙に比例北関東ブロックに自由民主党から単独35位で出馬するも落選。
2005年（平成17年）、第44回衆議院議員総選挙に比例北関東ブロックに自由民主党から単独39位で出馬するも落選。
2012年（平成24年）、第46回衆議院議員総選挙に比例北関東ブロックに自由民主党から単独35位で出馬するも落選。
2014年（平成26年）、第47回衆議院議員総選挙に比例北関東ブロックに自由民主党から単独37位で出馬するも落選。
2017年（平成29年）、第48回衆議院議員総選挙に比例北関東ブロックに自由民主党から単独32位で出馬し、初当選した。選挙後、11月9日付けで、平成研究会（額賀派）に入会した。
2021年（令和3年）の第49回衆議院議員総選挙には出馬せずに引退した。